# B2B
B2B er et akronym for business-to-business som dækker handel mellem virksomheder – i modsætning til handel mellem en virksomhed og en forbruger (B2C). Mange produkter gennemgår en lang kæde af B2B-salg for i sidste ende at blive solgt til forbrugeren.